# Polydesmus gayanus
Polydesmus gayanus är en mångfotingart som beskrevs av Paul Gervais 1847. Polydesmus gayanus ingår i släktet Polydesmus och familjen plattdubbelfotingar. Inga underarter finns listade i Catalogue of Life.